# Joan Arnella i Torrent
|  | «Joan Arnella» redirigeix aquí. Vegeu-ne altres significats a «Joan Arnella i París». |

Joan Arnella i Torrent (1570-1639) va ser prevere de la comunitat del Sant Esperit i rector de l'església de Sant Pere de Terrassa. També exercí el càrrec d'arxiver i de notari a partir de 1610. La seva obra Llibre d'antiguitats i ordinacions de la comunitat és la primera contribució a la història de Terrassa redactada per un terrassenc.